# Beatrix van Napels

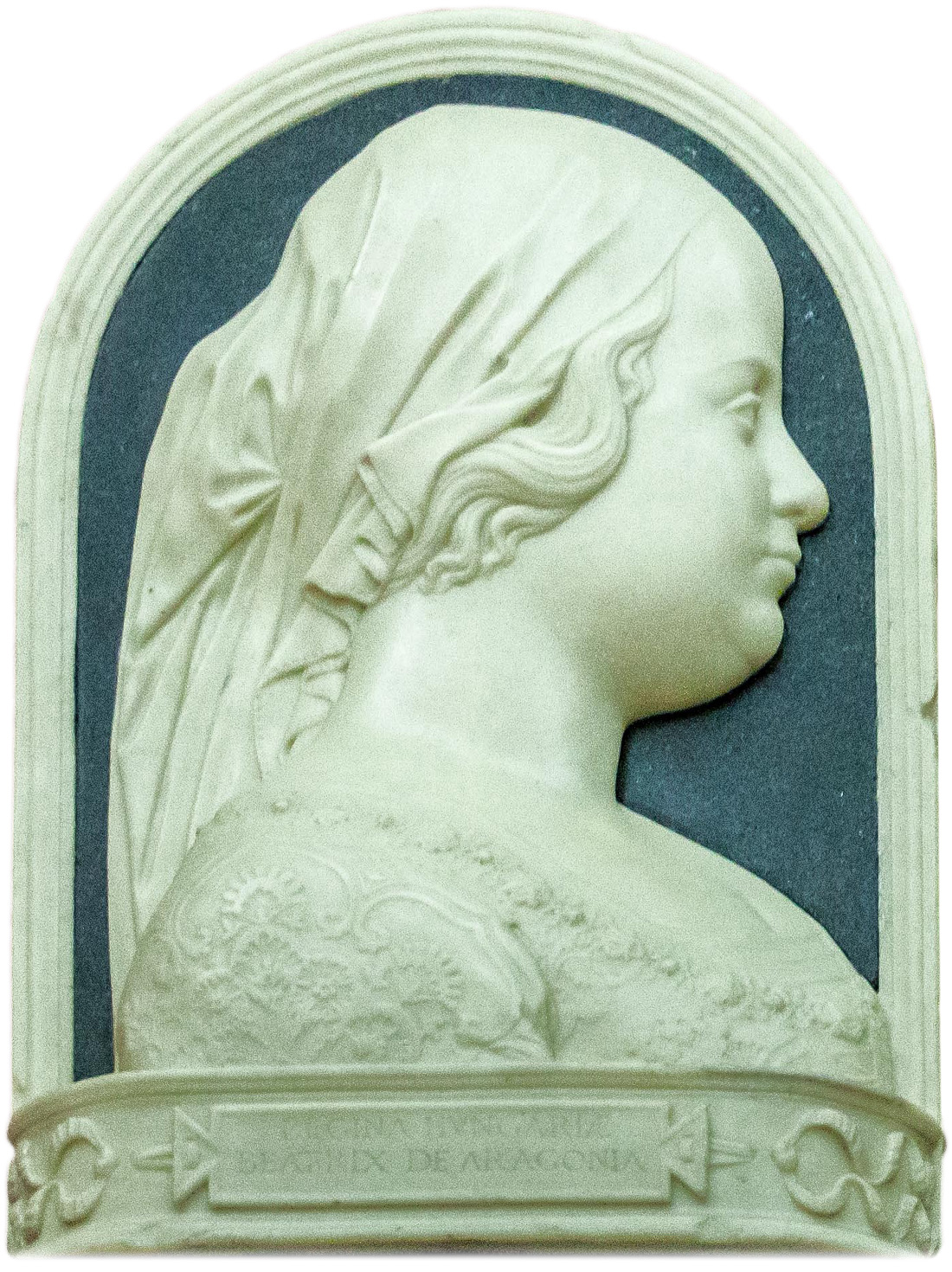
Beatrix van Napels

Beatrix van Napels (Napels, 14 november 1457 — Ischia, 23 september 1508), ook wel Beatrix van Aragon genoemd, was een prinses uit het huis Trastámara, dat onder andere heerste over het koninkrijk Napels. Door haar huwelijk werd ze koningin van Hongarije. Zij heeft een belangrijke rol gespeeld bij de introductie van renaissancekunst en -cultuur in Hongarije. Haar pogingen om na de dood van haar man koningin te blijven waren niet succesvol.

## Biografie
Beatrix van Napels was een dochter van koning Ferdinand I van Napels en diens eerste vrouw Isabelle Guilhem de Clermont. Zij trouwde in 1476 met de Hongaarse koning Matthias Corvinus. 
De geschiedschrijver van het Hongaarse hof, Antonio Bonfini, beschrijft hoe Beatrix als koningin een belangrijke beschavende invloed had. Dankzij haar kwam Hongarije onder de invloed van de Italiaanse renaissance.
De paleizen in Boeda en Visegrád werden met hulp van Italiaanse kunstenaars en ambachtslieden ingrijpend verbouwd en verfraaid. Ook stond Beatrix van Napels in contact met belangrijke humanisten en theologen, waaronder Roberto Caracciolo, Diomede Caraffa en Pietro Ransano. Ransano schreef in opdracht van Beatrix een geschiedenis van Hongarije.
Het huwelijk met Matthias Corvinus bleef kinderloos en Beatrix van Napels probeerde koste wat kost te voorkomen dat Matthias' buitenechtelijke zoon Johannes Corvinus koning zou worden. Na de dood van haar man deed ze een poging koningin van Hongarije te blijven door op 4 oktober 1490 een geheim huwelijk aan te gaan met Wladislaus II, koning van Bohemen, die door Hongaarse edelen tot koning was verkozen. Het huwelijk werd in 1500 ongeldig verklaard omdat Wladislaus II naar zijn zeggen was gedwongen om met haar te trouwen. Beatrix van Napels keerde in 1492 terug naar Italië, waar zij in 1508 overleed. Haar erfgenaam was kardinaal Luigi d'Aragona.